# Mashiyama (Klan)

Wappen der Mashiyama (Mashiyama Karigane)

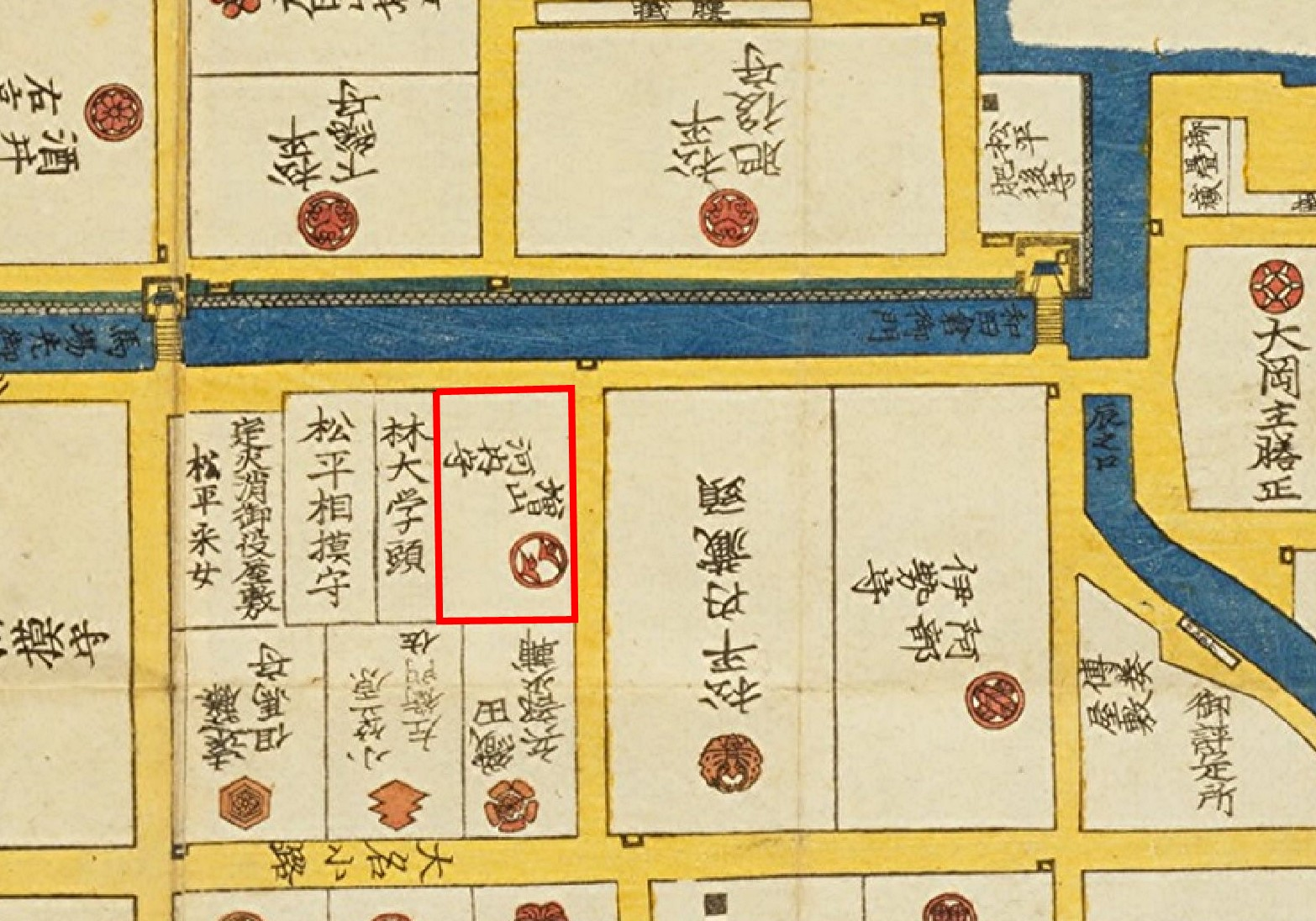
Residenz der Mashiyama in Edo

Die Mashiyama (japanisch 増山氏, Mashiyama-shi) waren eine Familie des japanischen Schwertadels (Buke) aus der Provinz Shimotsuke, die sich von Fujiwara no Uona (721 – 783) ableitete. Mit einem Einkommen von 20.000 Koku gehörten die zuletzt in Nagashima (Provinz Ise) residierenden Mashiyama zu den kleineren Fudai-Daimyō der Edo-Zeit.

## Genealogie
Die Mashiyama erhielten 1647 den Daimyō-Rang. 
- Masatoshi (正利; 1623–1662) residierten ab 1659 auf der Burg Nishio (Mikawa) mit 20.000 Koku,
- Masamitsu (正弥; 1653–1704), leiblicher Sohn von Nasu Sukemitsu, dem Daimyō von Karasuyama, wurde von Masatoshi adoptiert und residierte ab 1663 auf der Burg Shimodate[A 2] in der Provinz Hitachi mit 23.000 Koku. Er und seine Nachkommen residierten dann von 1702 bis 1868 auf der Burg Nagashima mit 20.000 Koku. Letzter Daimyō war
- Masatomo (正同; 1843–1887), nach 1868 Vizegraf.